# Lois Lowry
Lois Lowry (eredeti neve: Lois Ann Hammersburg) (Honolulu, 1937. március 20. –) amerikai írónő, aki elsősorban gyermekkönyveket ír. Kétszer nyerte el a Newbery Medal irodalmi díjat, először Számláld meg a csillagokat, majd nem sokkal később Az emlékek őre című regényeivel. Első önéletrajzi ihletésű regénye a Nyáron történt A Summer to die 1977-ben jelent meg. Regényeinek alapvető témája az emberi kapcsolatok fontossága. Az írónő jelenleg a Massachusetts állambeli Cambridge-ben él, négy gyermek édesanyja, nagymama.

## Élete
1937-ben a család középső gyermekeként született. Már gyermekkorában is a könyvek és saját fantáziavilága tudta leginkább lekötni. Mivel az apja a hadseregben dolgozott – fogorvosként – Lowry-nak lehetősége nyílt világot látni.
Hawaii-on született, aztán New Yorkba költöztek, majd a II. világháború éveit Pennsylvaniában töltötte. 11 éves korában Tokióba költöztek. A középiskolás éveit New Yorkban töltötte, az egyetemi éveit Washingtonban. 19 évesen házasodott, férje Donald Lowry, egy tengerésztiszt. Négy gyermekük született: Alix és Kristin (lányok), Grey és Benjamin (fiúk).
Az 1970-es évek elején fotósként és szabadúszó újságíróként kezdte karrierjét. Egy munkatársa arra buzdította, hogy írjon egy gyermekkönyvet, melyet 1977-ben tettek közzé, mérsékelt sikerrel. 
1977-ben vált sikeressé, és végül Cambridge-ben telepedett le, ahol azóta is él.

## Irodalmi munkássága
1980-ban Lowry közzétette az Autumn Street c. önéletrajzi regényként felfogható munkáját. A regénynek jelenleg nincs magyar kiadása. Stílusát a fokozatos és logikus karakterépítés jellemzi, Néhány művében a főszereplő meghal.
Több díjat is elnyert, többek közt a Newbery Medalt kétszer is.

## Magyarul megjelent művei
- Az emlékek őre; ford. Tóth Tamás Boldizsár; Animus, Bp., 2001
- Számláld meg a csillagokat; ford. Bátori Tamás; Animus, Bp., 2001
- Nyáron történt; ford. Ilyés Emese; Animus, Bp., 2003
- Valahol, messze; ford. Csatári Ferenc; Animus, Bp., 2004 (Az emlékek őre, 2.)
- Hírvivő; ford. Tóth Tamás Boldizsár; Animus, Bp., 2007 (Az emlékek őre, 3.)
- A fiú; ford. Dobosi Beáta; Animus, Bp., 2013 (Az emlékek őre, 4.)

Lowry The Willoughbys című regénye alapján készült A Willoughby testvérek kalandjai című film.